# 堀直喜
堀 直喜（ほり なおよし、享保15年1月6日（1730年2月22日） - 寛延4年6月22日（1751年7月14日））は、江戸時代中期の大名で、越後椎谷藩第5代藩主。椎谷堀家8代。第3代藩主・堀直恒の長男。母は稲垣重武の娘。正室はなし。通称は鎚五郎。官位は従五位下、飛騨守。
享保15年（1730年）に生まれたが、その年に父・直恒が死去している。延享4年（1747年）、第4代藩主で従兄の直旧の養子となり、寛延元年（1748年）に直旧の死により家督を相続した。翌寛延2年（1749年）、大坂城加番を命じられた。寛延4年（1751年）死去。同族の信濃国須坂藩堀家から養子に直著を迎えて跡を継がせた。

## 系譜
父母
- 堀直恒（実父）
- 松平忠雄の養女 ー 稲垣重武の娘（実母）
- 堀直旧（養父）

養子
- 堀直著 ー 堀直英の三男